# Bitfinex
Bitfinex è un sito per lo scambio di criptovalute di proprietà di iFinex Inc.

## Descrizione
Dal 2014, diventa il più grande sito di scambio, con quasi sempre oltre il 20% di transazioni.
Sono nate critiche nei confronti della relazione tra Bitfinex e la criptovaluta Tether, una cripto-valuta ancorata al dollaro. Dopo un lungo itinerario giudiziario scaturito da alcune circostanze, la causa è stata annullata.

### Il caso Wells Fargo
Da aprile 2017, Bitfinex annuncia che non sarà più in grado di permettere agli utenti di ritirare dollari statunitensi dopo che Wells Fargo gli ha tolto la possibilità di fare bonifici bancari..
Bitfinex e Tether citano in giudizio Wells Fargo ma il caso viene respinto pochi giorni dopo Di conseguenza, i Bitcoin furono scambiati ad un prezzo di 100 USD in più rispetto agli altri siti di scambio e gli utenti hanno iniziato a comprare bitcoin per spostarli su altri siti di scambio e togliere i loro fondi da lì.